# Stazione di Bagnols-sur-Cèze
La stazione di Bagnols-sur-Cèze è una stazione ferroviaria situata a Bagnols-sur-Cèze lungo la linea Givors-Grezan.

## Storia
Fu attivata il 30 agosto 1880 e chiusa al traffico passeggeri nel 1973.
È stata riaperta al traffico il 29 agosto 2022.

## Movimenti
La stazione è servita dai treni regionali TER Occitanie.